# Sumru Yavrucuk
Sumru Yavrucuk (* 24. September 1961 in Ankara) ist eine türkische Schauspielerin.

## Biografie
Sumru Yavrucuk wurde am 24. September 1961 in Ankara geboren. Sie studierte an der Universität Istanbul. Danach setzte sie ihr Studium an der Hacettepe-Universität fort. Nach ihrem Studium zog sie nach Istanbul.
Ihr Debüt gab sie 1988 in der Fernsehserie Önce Canan. Zwischen 2003 und 2005 war sie mit Erdinç Ünlü verheiratet. Bekanntheit erlangte Yavrucuk 2004 in der Serie Yabancı Damat. Von 2010 bis 2012 spielte sie in der Serie Fatmagül'ün Suçu Ne? die Hauptrolle. Anschließend bekam sie in der Serie No: 309 eine Hauptrolle. 2020 wurde Yavrucuk für die Serie Baraj gecastet. 2021 setzte sie ihre Karriere in Evlilik Hakkında Her Şey fort.

## Filmografie (Auswahl)
Filme
- 1990: Yorum Yok
- 1992: Çıplak
- 1992: Seni Seviyorum Rosa
- 1994: İş
- 1995: Yer Çekimli Aşklar
- 2004: Patroniçe
- 2013: Tamam mıyız?
- 2018: Bizi Hatırla
- 2019: Annem

Serien
- 1988: Önce Canan
- 1989: Ayaşlı ve Kiracıları
- 1997: Dostlar Pasajı
- 2001: Bizim Otel
- 2004–2007: Yabancı Damat
- 2010–2012: Fatmagül'ün Suçu Ne?
- 2012: Ağır Roman Yeni Dünya
- 2015: Acil Aşk Aranıyor
- 2016–2017: No: 309
- 2020–2021: Baraj
- 2021–2022: Evlilik Hakkında Her Şey